# داوود علی نجفی
داوود علی نجفی (زادهٔ ۱۷ فبروری ۱۹۶۸) سیاست‌مدار اهل افغانستان است.
داوود علی نجفی از جون سال ۲۰۱۰ میلادی به عنوان وزیر ترانسپورت و هوانوردی ملکی افغانستان خدمت می‌کند. او مدرک MBBS را از دانشگاه بلوچستان و مؤسسه مطالعات اسلامی دانشگاه پشاور در زمان پناهندگی اش در پاکستان دریافت کرده‌است. او همچنین دارای تجربه کاری با سازمان ملل متحد در پاکستان است.
نجفی به زبان‌های فارسی، اردو، پشتو و انگلیسی مسلط است. او متعلق به گروه قومی هزاره است.